# Ksenia av Jaroslavl
Ksenia eller Xenia av Jaroslavl, var en rysk furstinna. Hon var regent i furstendömet Jaroslavl från 1288 till 129?. 
Ksenia gifte sig med furst Vasily Vsevolodovich av Jaroslavl. Hennes dotter Maria/Anastasia gifte sig med Fedor Rostoslavitj, och hennes svärson blev furste av Jaroslavl genom äktenskap. Exakt när och hur detta skedde är oklart. Ksenias make Vasilj avled år 1249, men de följande åren är dåligt dokumenterade. Omkring 1260 tycks Fedor i varje fall ha gift sig med Ksenias dotter och bör ha bestigit tronen. Oavsett tycks Ksenia ha varit den dominerande politiska figuren i Yaroslavl. 
År 1288 avreste Fedor för att legitimeras som härskare - motta iarlyk - av khan Mengu-Timur, med Ksenia som regent i hans frånvaro. Under sitt besök hos khanen uppges khanens dotter ha blivit attraherad av Fedor och uttryckt önskan att gifta sig med honom, men Fedor avböjde. 
Fedor blev avsatt i sin frånvaro av sin svärmor Ksenia, som med stöd av furstendömets bojarer utropade hans minderåriga son Mikael till furste med sig själv som och Maria regenter. Vid sin återkomst till Jaroslavl fann Fedor därför stadens portar låsta. Fedor säkrade stöd från khanen, som vid två tillfällen gav order om att de skulle överlämna staden till Fedor, men vid både tillfällena vägrade Ksenia och Maria att överlämna styret. Fedor kunde inte återta staden förrän efter att Ksenia, Maria och Mikael avlidit under 1290-talet. 